# Frank Ross
Francis Ross (Ellon, 18 februari 1998) is een Schots voetballer die als middenvelder voor Go Ahead Eagles speelt. Zijn zus, Natalie Ross, is international voor het Schots vrouwenelftal.

## Carrière
Frank Ross speelde in de jeugd van Aberdeen FC, waar hij op 16 mei 2015 in de met 1-1 gelijkgespeelde uitwedstrijd tegen Dundee FC zijn debuut in het eerste elftal maakte. Hij speelde tot 2020 voor Aberdeen, waar hij vooral in het tweede elftal speelde en nooit tot meer dan vier wedstrijden in het eerste elftal kwam in een seizoen. Hij scoorde eenmaal in de Scottish Premiership, in de met 1-2 verloren thuiswedstrijd tegen Rangers FC op 3 december 2017. In de tweede helft van het seizoen 2017/18 werd hij aan Greenock Morton FC verhuurd, waar hij op het tweede niveau wel een vaste waarde was. In het seizoen 2019/20 werd hij weer voor een half jaar aan een club uit de Scottish Championship verhuurd, namelijk Ayr United FC. Hier kwam hij alleen in actie in twee wedstrijden in de Scottish League Cup. In de zomer van 2020 werd het contract van Ross bij Aberdeen ontbonden en sloot hij na een proefperiode aan bij Go Ahead Eagles. Hij tekende een contract tot medio 2022.
In januari 2021 scheurde hij in de bekerwedstrijd tegen VVV een kruisband af.

### Statistieken
| Seizoen                    | Club                 | Land           | Competitie     | Competitie | Competitie | Beker | Beker | Overig | Overig | Totaal | Totaal |
| Seizoen                    | Club                 | Land           | Competitie     | Wed.       | Dlp.       | Wed.  | Dlp.  | Wed.   | Dlp.   | Wed.   | Dlp.   |
| -------------------------- | -------------------- | -------------- | -------------- | ---------- | ---------- | ----- | ----- | ------ | ------ | ------ | ------ |
| 2014/15                    | Aberdeen FC          | Schotland      | Premiership    | 2          | 0          | 0     | 0     | 0      | 0      | 2      | 0      |
| 2015/16                    | Aberdeen FC          | Schotland      | Premiership    | 2          | 0          | 0     | 0     | 0      | 0      | 2      | 0      |
| 2016/17                    | Aberdeen FC          | Schotland      | Premiership    | 3          | 0          | 1     | 0     | 0      | 0      | 4      | 0      |
| 2017/18                    | Aberdeen FC          | Schotland      | Premiership    | 4          | 1          | 0     | 0     | 0      | 0      | 4      | 1      |
| 2017/18                    | → Greenock Morton FC | Schotland      | Championship   | 15         | 1          | 3     | 1     | 0      | 0      | 18     | 2      |
| 2018/19                    | Aberdeen FC          | Schotland      | Premiership    | 1          | 0          | 0     | 0     | 1      | 0      | 2      | 0      |
| 2019/20                    | → Ayr United FC      | Schotland      | Championship   | 0          | 0          | 0     | 0     | 2      | 0      | 2      | 0      |
| 2019/20                    | Aberdeen FC          | Schotland      | Premiership    | 0          | 0          | 0     | 0     | 0      | 0      | 0      | 0      |
| 2020/21                    | Go Ahead Eagles      | Nederland      | Eerste divisie | 15         | 0          | 3     | 0     | –      | –      | 18     | 0      |
| Carrièretotaal             | Carrièretotaal       | Carrièretotaal | Carrièretotaal | 42         | 2          | 7     | 1     | 3      | 0      | 52     | 3      |
| Bijgewerkt op 3 maart 2021 |                      |                |                |            |            |       |       |        |        |        |        |